# Jaramillo de la Fuente
Jaramillo de la Fuente ist ein Ort und eine zur bevölkerungsarmen Region der Serranía Celtibérica gehörende Gemeinde (municipio) mit nur noch 47 Einwohnern (Stand: 2024) im Südosten der spanischen Provinz Burgos in der Autonomen Gemeinschaft Kastilien-León.

## Lage und Klima
Das kleine Bergdorf Jaramillo de la Fuente liegt auf etwa 1070 m Höhe in der Berglandschaft der Sierra de la Demanda im Südosten der Provinz Burgos. Die Entfernung nach Burgos beträgt ca. 50 km (Fahrtstrecke) in nordwestlicher Richtung; der nächstgrößere Ort ist die etwa 24 km südlich gelegene Kleinstadt Salas de los Infantes; sehenswert sind auch die Ruinen des Klosters San Pedro de Arlanza (ca. 26 km südwestlich) und das mittelalterliche Städtchen Covarrubias (ca. 35 km südwestlich). Das Klima ist gemäßigt bis warm; Regen (ca. 600 mm/Jahr) fällt übers Jahr verteilt.

## Bevölkerungsentwicklung
| Jahr      | 1857 | 1900 | 1950 | 2000 | 2018 |
| Einwohner | 403  | 492  | 301  | 36   | 49   |

Die Mechanisierung der Landwirtschaft und die Aufgabe bäuerlicher Kleinbetriebe haben seit den 1950er Jahren zu einem Mangel an Arbeitsplätzen und in der Folge zu einer Abwanderung eines Großteils der Bevölkerung in die größeren Städte geführt (Landflucht).

## Wirtschaft
Die Einwohner von Jaramillo de la Fuente leben im Wesentlichen von der Viehzucht, d. h. von der Milch- und Käsewirtschaft; Ackerbau ist aufgrund der kalten und felsigen Höhenlage nur in begrenztem Umfang möglich. In den letzten Jahrzehnten spielt auch der Tourismus (Tagesausflügler und Vermietung von Ferienwohnungen) eine zunehmend wichtige Rolle im Wirtschaftsleben der kleinen Berggemeinde.

## Geschichte
Über die Geschichte Jaramillos ist kaum etwas bekannt. Wie die romanische Kirche aus dem 12. Jahrhundert zeigt, muss der Ort jedoch schon im Mittelalter besiedelt gewesen sein; er gehörte lange Zeit zum Kloster San Pedro de Arlanza. In einem Verzeichnis aus dem Jahre 1591 wird der Ort Xaramillo de la Fuente geschrieben.

## Sehenswürdigkeiten

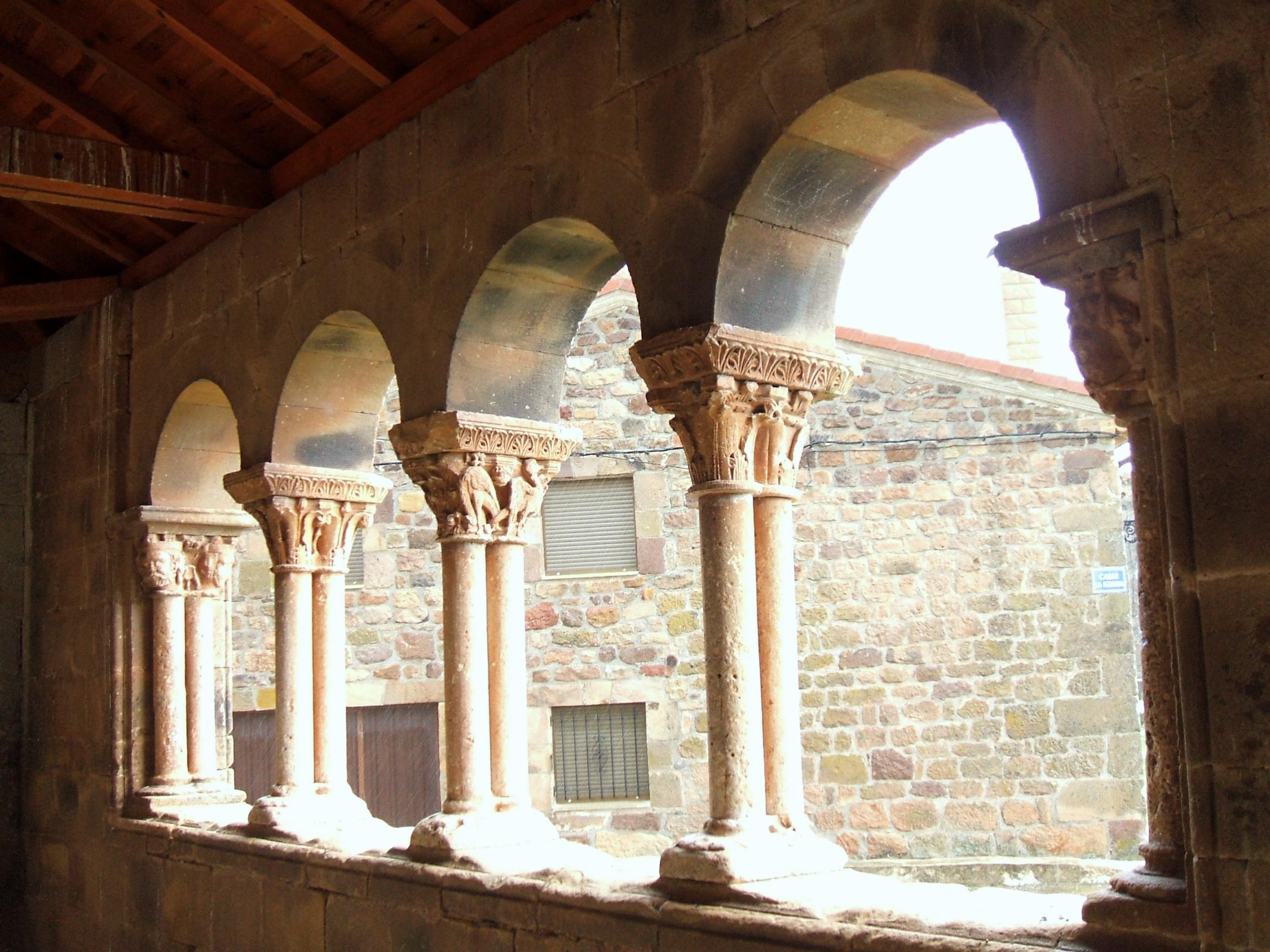
Südvorhalle von innen

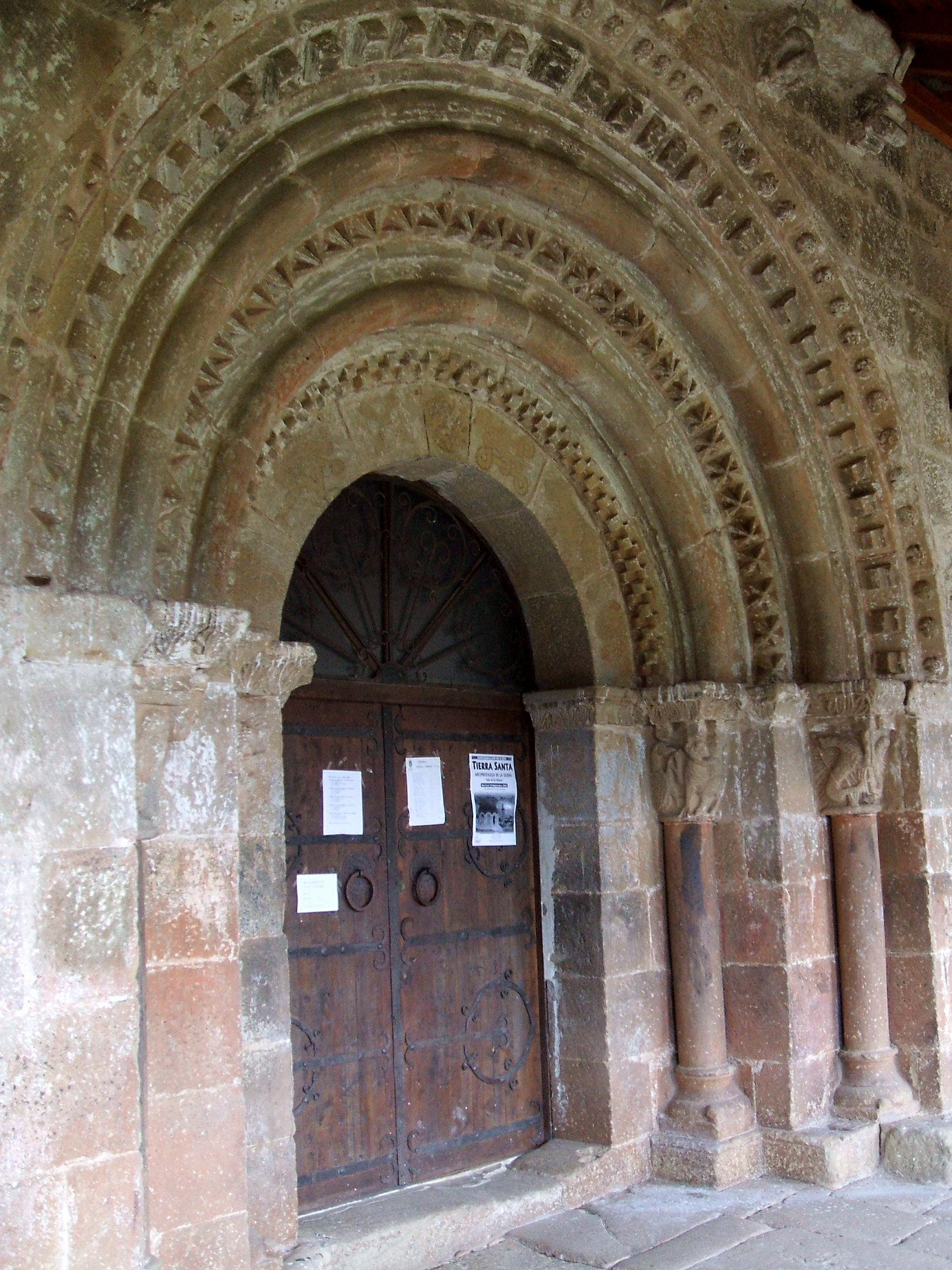
Portal

- Die einschiffige romanische Kirche der Nuestra Señora de la Asunción wird von einem imposanten Westturm mit zwei durch Doppelarkaden nach allen vier Himmelsrichtungen geöffneten Glockengeschossen überragt. Eine durch zwei Säulen gegliederte Apsis mit einem – teilweise figürlichen – Konsolenfries unter der Dachtraufe zeugt von dem künstlerischen Gestaltungswillen der Erbauer. Den architektonischen Höhepunkt der Kirche bildet jedoch die asymmetrisch gestaltete siebenbogige Südvorhalle (galería porticada) mit ihren schlanken Doppelsäulen, auf denen – teilweise figürlich gestaltete – Kapitelle aufruhen; diese zeigen zumeist Mischwesen (Chimären) wie Zentauren, Greifen, Harpyien und Sirenen, aber auch ein gekröntes Königspaar ist zu sehen. Der dritte Bogen auf der Westseite bildet den Eingang zur Vorhalle, über deren (religiösen und/oder weltlichen) Zweck keine schriftliche Überlieferung mehr existiert. Derartige Vorhallen finden sich weiter nördlich kaum noch, doch in den weiter südlich gelegenen Provinzen Soria, Segovia und Guadalajara haben sich noch über 80 Kirchen dieser Art erhalten (vgl. San Pedro (Caracena), San Martín (Segovia) u. a.). Von der Vorhalle führt ein mit abstrakt-geometrischen Motiven verziertes romanisches Portal in das – im 16. Jahrhundert rippengewölbte – einschiffige Langhaus der Kirche, das u. a. ein mit Arkadenbögen verziertes romanisches Taufbecken (pila bautismal), eine gotische Kreuzigungsgruppe (calvario), ein Renaissancekruzifix und ein üppiges barockes Altarretabel (retablo) beherbergt. Die für eine Dorfkirche ungewöhnlich reiche Ausstattung weist auf einen gewissen Wohlstand der Bevölkerung in der Zeit der Erbauung hin.[5][6][7]
- Im Ort hat sich noch ein imposanter steinerner Gerichtspfeiler (rollo jurisdiccional oder picota) aus dem Jahr 1567 erhalten; er diente als sakrosanktes Zentrum bei lokalen Gerichtsverhandlungen. Ob auch die Bestrafung der Missetäter an dem Pfeiler erfolgte, ist nicht überliefert. Manchmal ist die Rede davon, dass diese – wie an einem Pranger – angekettet und zur Schau gestellt wurden, obwohl dies wegen der abgetreppten Sockelzone eher unwahrscheinlich ist. Ungewöhnlich ist die von einer Brüstung eingefasste Spitze des Monuments, die als kugeltragender Obelisk ausgebildet ist. Unterhalb der Brüstung finden sich zwei Wappenschilde mit dem vereinigten Wappen von Kastilien und León (Burg und Löwe).[8][9]

Umgebung
- Eine Quelle (fuente), die auch Bestandteil des Ortsnamens ist, befindet sich außerhalb des Dorfes. Dem Verlauf des Baches folgend findet man noch die alten Mühlsteine, die früher zum Mahlen von Getreide verwendet wurden. Das Mühlengebäude selbst wurde renoviert und entspricht nicht mehr dem ursprünglichen Zustand.